# 꿈의 공장
"꿈의 공장"(Dream Factory)은 한국에서 제작된 김성균 감독의 2010년 다큐멘터리 영화이다. 김경봉 등이 주연으로 출연하였고 강성훈 등이 제작에 참여하였다.

## 출연

### 주연
- 김경봉
- 방종운
- 소히
- 시와
- 이동호
- 이인근
- 최명희
- 한음파

## 기타
- 믹싱: 김수현